# Galerie Josefa Sudka
Galerie Josefa Sudka je pobočkou Uměleckoprůmyslového musea v Praze. Galerie je zaměřena na dílo Josefa Sudka i fotografickou tvorbu obecně.

## Historie

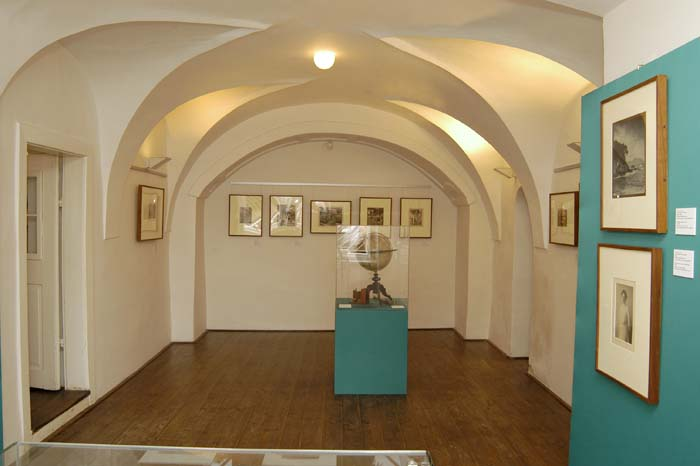
Interiér galerie

Prostory hradčanského domu U Luny (Úvoz 24, nazývaný také dům U Kamenného sloupu) od roku 1959 až do své smrti v roce 1976 obýval český fotograf Josef Sudek.
Za života Josefa Sudka byl byt místem nesčetných schůzek. K přátelskému okruhu patřili mimo jiné básník Jaroslav Seifert, malíř Jan Zrzavý, architekt Otto Rothmayer a řada umělců nejrůznějších oborů. V bytě, který byl postupně zabydlován množstvím obrazů, rámů, skleněných číší, krabic a fotografických pomůcek, vznikla i řada slavných kompozic z cyklů Letecké vzpomínky, Velikonoční vzpomínky, Labyrinty a Skleněné labyrinty. Z tohoto bytu se Josef Sudek také vydával na své fotografické putování po pražských zahradách, parcích, ale i po milované periferii.
V letech 1978 až 1988 byla postupně předávána podstatná část umělcovy fotografické pozůstalosti Uměleckoprůmyslovému muzeu. V roce 1989 převzalo muzeum do své správy i prostory umělcova bytu. V roce 1995 zde byla zpřístupněna fotografická Galerie Josefa Sudka.

## Výstavní program
Základem výstavního programu je dílo Josefa Sudka. Jsou zde fotografické cykly, tematické okruhy, komparativní výstavy.
Dále jsou vystavovány osobnosti moderní české fotografie s důrazem na meziválečnou tvorbu dějiny fotografických pragensií od poloviny 19. století po současnost. Doposud zde byly prezentovány takové osobnosti české fotografie jako jsou například Josef Sudek, František Drtikol či Arnošt Pikart.